# Nierembergia calycina
Nierembergia calycina là loài thực vật có hoa trong họ Cà. Loài này được Hook. mô tả khoa học đầu tiên năm 1834.